# Diachrysia balluca
Diachrysia balluca là một loài bướm đêm trong họ Noctuidae.